# Passiflora exura
Passiflora exura Feuillet – gatunek rośliny z rodziny męczennicowatych (Passifloraceae Juss. ex Kunth in Humb.). Występuje endemicznie w Gujanie Francuskiej. 

## Morfologia
PokrójZdrewniałe, trwałe, nagie liany.
LiściePotrójnie klapowane, rozwarte lub sercowate u podstawy, mają 5–11 cm długości oraz 6,5–13 cm szerokości. Całobrzegie, z tępym lub ostrym wierzchołkiem. Ogonek liściowy jest nagi i ma długość 8–11 cm. Przylistki są podłużny, mają 22–30 mm długości.
KwiatyPojedyncze lub zebrane w pary. Działki kielicha są podłużne, zielono-purpurowe, mają 4 cm długości. Płatki są podłużne, purpurowe, mają 4 cm długości. Przykoronek ułożony jest w 2–4 rzędach, purpurowofioletowy, ma 5–30 mm długości.
OwoceSą jajowatego kształtu. Mają 10 cm długości i 7,5 cm średnicy.